# 山口槌夫
山口 槌夫（やまぐち つちお、1896年12月15日 - 1978年9月22日）は、日本陸軍軍人。最終階級は陸軍少将。陸士卒（30期）、陸大卒（39期）。

## 年譜
- 佐賀県嬉野出身
- 1918年（大正7年）5月27日 陸軍士官学校卒業
- 1927年（昭和2年）12月6日 陸軍大学校卒業
- 1939年（昭和14年）3月9日 航空兵大佐・飛行第90戦隊長
- 1943年（昭和18年）3月1日 陸軍少将 
  - 5月18日 第6飛行師団参謀長
- 1944年（昭和19年）6月19日 第14軍参謀長
  - 9月27日 南方軍総参謀副長
  - 11月25日 第4航空軍参謀副長
- 1945年（昭和20年）2月12日 立川教導航空整備師団長 
  - 10月16日 予備役
- 1947年（昭和22年）11月28日、公職追放仮指定を受けた[1]。